# Йоан I Лемигий
Йоан I Лемигий или Йоан Лемигий Тракс (починал през 615 година) е екзарх на Равена (611-615).
Йоан става екзарх, за да смени Смарагдий. Той изглежда е отбягвал война с лангобардите по време на управлението си. През 615 година и убит по време на бунт и е наследен от Елевтерий.
|  | Тази страница частично или изцяло представлява превод на страницата John I Lemigius в Уикипедия на английски. Оригиналният текст, както и този превод, са защитени от Лиценза „Криейтив Комънс – Признание – Споделяне на споделеното“, а за съдържание, създадено преди юни 2009 година – от Лиценза за свободна документация на ГНУ. Прегледайте историята на редакциите на оригиналната страница, както и на преводната страница, за да видите списъка на съавторите. ВАЖНО: Този шаблон се отнася единствено до авторските права върху съдържанието на статията. Добавянето му не отменя изискването да се посочват конкретни източници на твърденията, които да бъдат благонадеждни. |